# Pauline Black
Pauline Black, nata Belinda Magnus (Romford, 23 ottobre 1953), è una cantante e attrice britannica.

## Biografia
Nata a Romford (Essex) da padre nigeriano e madre inglese, nel 1979 ha fondato il gruppo musicale The Selecter a Coventry.
La band è stata attiva fino al 1981, poi nuovamente dal 1991 al 1993 e si è ricostituita nel 2010.
Nel 1994 recita nel film Funny Man. Ha anche preso parte da attrice ad alcune produzioni televisive come Shrinks (1991), Hearts and Minds (1995) e Out of the Blue (1995).
Nel 2022 è stata nominata Ufficiale dell'Ordine dell'Impero Britannico.